# الدعن
الدعن؛ بساط تقليدي يصنع من جريد النخيل لعدة أغراض ، ويستعمل لصناعتها حسب نوعه الجريد المشذب والجريد الذي به سعف.

## استعمالاته
للدعن عدة استعمالات منها:
- بساط للنوم وفراش للصيادين في سفنهم.
- بناء الأكواخ الريفية والمسماة بالعريش.
- بناء حظائر الحيوانات.
- تجفف عليه التمور تحت أشعة الشمس، ويسمى مسطاح.[1][2]

## كيفية صنعه
يقوم الزفان وهو من يقوم بصنع الدعون بالآتي:
- شراطة النخيل: وهو تنظيف النخلة من الزور اليابس.
- نقع الزور في مياه الأودية والأخوار أو البرك الخاصة مدة لا تقل عن أسبوع إلى أن يتلين.
- صف الزور ورصه إلى بعضه البعض دون فراغات.
- ربط الزور بعضه البعض بالحبال الليفية بعد ثقبه بأداة خشبية مقوسة تتوسطها قطعة معدنية حادة تعرف بالمشك.[1][2]

## وصلات خارجية
- صناعة «الدعون» حرفة قديمة تواجه تحديات الاندثار والنسيان
- زِفانة الدعن.. هندسة معمارية بروح الفطرة
- برنامج صنعتنا - الدعن